# Tung-lü
Tung-lü (čínsky pchin-jinem Dōnglǘ, znaky zjednodušené 东闾, tradiční 東閭) je vesnice v provincii Che-pej v Čínské lidové republice. Správně náleží do okresu Čching-jüan v městské prefektuře Pao-ting, přičemž od paotingského centra je vzdálena zhruba dvacet kilometrů na jihovýchod.
Známou se stala vesnice 23. května 1900 během Boxerského povstání, kdy se zde údajně zjevila Panna Marie na pomoc proti povstalcům, kteří bojovali proti Evropanům a „jejich“ náboženství. Vesnice se stala následně křesťanským poutním místem. Během pouti dne 23. května 1995 bylo na 30.000 poutníků svědkem tzv. "slunečního zázraku". Během slavnostní bohoslužby, již pod širým nebem sloužili čtyři biskupové a 110 kněží, nadešel během vstupní modlitby nadpřirozený úkaz pohybujícího se Slunce, podobně jako ve Fatimě (či slovenské Litmanové). Tento jev trval přibližně dvacet minut. Čínský stát zareagoval represivně a od toho roku vždy v období května policie zabraňuje shromažďování křesťanů ve vesnici.